# Zygophlebia goodmannii
Zygophlebia goodmannii là một loài dương xỉ trong họ Polypodiaceae. Loài này được Rakotondr. mô tả khoa học đầu tiên năm 2006.
Danh pháp khoa học của loài này chưa được làm sáng tỏ. 